# Marcel Constant
Pour les articles homonymes, voir Constant.
Marcel Constant est un dirigeant sportif français né le 10 mars 1896 à Vitrolles et mort le 10 mai 1970 à Saint-Germain-en-Laye.
Il préside le club de l'Olympique de Marseille de 1938 à 1945 puis de 1951 à 1954. Le club remporte sous sa présidence la Coupe de France de football 1942-1943 ainsi que le Championnat de France de basket-ball Excellence en 1952.